# Liste der Monuments historiques in Chaudenay-la-Ville
Die Liste der Monuments historiques in Chaudenay-la-Ville führt die Monuments historiques in der französischen Gemeinde Chaudenay-la-Ville auf.

## Liste der Objekte
| Bezeichnung | Beschreibung                                       | Standort                           | Kennzeichnung | Schutzstatus | Datum | Bild |
| ----------- | -------------------------------------------------- | ---------------------------------- | ------------- | ------------ | ----- | ---- |
| Kanzel      | Holz, farbig gefasst, Steinsockel, 17. Jahrhundert | in der Kirche St-Symphorien (Lage) | PM21000588    | Classé       | 1960  |      |